# ゆめにっき
『ゆめにっき』は、ききやまによるRPGツクール2003製のフリーゲームである。2004年に最初のバージョン(ver.0.00)が公開され、その後多くの修正を経て、2007年10月にver.0.10が公開されるに至った。

## 概要
主人公の少女を操作して「夢の中」を歩き回るアドベンチャーゲームである。広大なフィールドを散策して点在するアイテムを回収する以外、ゲームの目的は特に無いが、一応のエンディングと呼べるものが存在する。
Vectorの2009年度年間総合ランキングでは68位にランクインし、20周年記念イベント「Vector Award」においては、ダウンロードソフト約10万本中14位にランクインしている。
これまでにVector以外のプラットフォーム上でも配信されてきた。2016年、DeNAが運営するAndAppにてRPGツクールMV版がマルチプラットフォームで配信された（現在配信終了）。2018年1月10日、PLAYISMによるSteamでの無料配信が開始され、このバージョン(ver.0.10a)には英語翻訳が追加された。また2021年7月2日にはゲームアツマールに移植された（2023年にサービス終了）。
2018年2月23日には、本作のリイマジン版『YUMENIKKI -DREAM DIARY-』がSteamおよびPLAYISM用ソフトとして発売、2019年2月21日にはNintendo Switch版が発売された（後述）。

## システム
ゲームは、マンションのような高層建築物の一室（マイルーム）から始まる。マイルームにある扉は開けられず、ベランダ以外の場所には移動できない。マイルームでとれる行動は限られており、机の前で「ゆめにっき」を記録する（セーブポイント）、テレビの前でミニゲームのNASUをプレイする、そしてベッドで眠りに就くことである。ベッドで眠りに就くと、夢の世界へ入ることができる。夢の世界で最初に行くことになる場所、通称「扉の部屋」には12枚の扉があり、それぞれ異なる外観のマップと繋がっている。プレイヤーは広大なマップを歩き回って探索する。夢の中でテンキーの9を押して頬をつねると、目を覚ましてマイルームへ戻ることができる。
夢の世界にはエフェクトと呼ばれるアイテムが複数存在する。エフェクトの大半はゲームの進行とは無関係のため、取得はプレイヤーの自由である。ただし、ゲーム内には特定のエフェクトを使用しないと先に進めない箇所が存在する。また、「扉の部屋」でテンキーの5を押すと取得したエフェクトを捨てることができる。
ゲーム内には多数の寓意的な演出が用意されているが、ゲームの目的やストーリーは明らかにされない。特に世界設定の説明や他のキャラクターとの会話は一切無く、ゲーム内に登場するキャラクターにコンタクトを試みても、その多くは無反応もしくは効果音が発せられるだけである。特定のエフェクトを使うことで通常と異なる反応を見せる場合もあるが、この場合も意思の疎通はできない。低確率でランダム発生するイベントがある点も特徴的である。
また、一般的なRPGにみられるエンカウントやゲームオーバーも発生しない。一部には、出口のない場所へ移動させられる、強制的に夢から覚めるなどのイベントが用意されているが、ゲームを続行することは可能である。

### グラフィック・サウンド
ゲーム内で使用されているグラフィック・BGM・効果音などの素材は、RPGツクールソフト内にあらかじめ用意されたものやインターネット上で公開されているフリー素材ではなく、作者が自作した独自のアセットが用いられている。

## メディア展開
2013年より株式会社サーファーズパラダイス主導で「Project Yumenikki」が展開されている。ライセンス管理はグループ会社である株式会社スタジオディーンが行っている。
メディア展開の内容としては、ボカロPであるマチゲリータが原案を担当するWEB漫画版『ゆめにっき』のイメージ音楽CD『ゆめにっきのためのワルツ』（歌：蒼姫ラピス）の発売や、マチゲリータ原案、富沢ひとし作画によるウェブ漫画版『ゆめにっき』のまんがライフWINでの連載（内容は後述）、日日日によるノベライズ版 『ゆめにっき――あなたの夢に私はいない』日日日（著）、有坂あこ（絵） PHP研究所　の出版などがあげられる。また、2011年3月26日よりサーパラグッズ開発部でグッズ展開が行われている。
上記の企画について、2013年当時公開されたティザーサイト（サーバ管理元:株式会社サーファーズパラダイス）には、
「Project Yumenikki」の作品については、原作者の許可・確認を頂き、それぞれのクリエイターが独自に持つ解釈に基づき制作を行っており、作品毎に異なるストーリー・テーマ・設定となっています。是非原作「ゆめにっき」をプレイしてから「Project Yumenikki」の作品をお楽しみください。
と記述されていた。

### 漫画版
「ゆめ」が何なのかという設定を追加され、キャラもそれに合わせて追加の設定がされている。また、原作のドット絵に忠実な外見となっている。各キャラの役割などは以下の通り。各キャラの呼称は本作での呼ばれ方に基づく。
一番
原作における、ポニーテールの少女。常に目が左を向いている他、口がない。また、六番とは違ってエフェクトをしまう窓はないが、同様に胸からエフェクトを取り出せる。六番との接触時は少女の姿だったが、一瞬で異形の姿に変貌している。
最初にゆめに取り込まれた人物。しかし、無垢さを保てなかったことで隔離されるも、システムの不備を突き以降の対象者に干渉してエフェクトを奪っていた。また、隔離される前、自分を取り戻したことに気づかれる前に多くの罠をゆめの中に仕組んでいた。曰く、「趣味だから」。
六番からエフェクトを奪ってゆめからの脱出を試み、六番を隔離中だったお目付役を襲撃する。そして、「今度は素直になるからやり直させて欲しい」と頼み、ボスから六番の抹消を条件に許可を取り付ける。
しかし、それは真っ赤な嘘であり、夢の中のものを破壊できるエフェクト「ほうちょう」を入手すると、ゆめを破壊してシステムから脱出するために六番の夢を司っていたゆめにっきを破壊する。なお、この際自分の外見に違和感を抱いており、「現実の世界でもおれはこの姿なのか？」と聞いている。
六番の「悪」がゆめを破壊する中でエフェクトを使って脱出しようとするが、うっかり気づかれてしまって自身も消滅させられるという自業自得な結末を迎える。
二番-五番
作中では上記のように呼ばれないが、六番までに取り込まれた人物たちなので便宜上こう記載する。
原作で登場した、モノ子・モノ江・かまくらの少女・マフラーの少女。順番がこの通りなのかは不明。
お目付役いわく、それぞれ「正体」「思考」「明日」「住処」を現実で失ったらしい。現在はゆめの中に取り残されており、何処かに引きこもっているという（隔離状態なのかは不明）。
六番
原作における、「窓付き」。胸の所にエフェクトをしまえる窓があり、常に目を閉じている。また、一番同様口がない。
最初のエフェクトを入手してようやく自身が部屋から出られないことに気づき、その脱出方法を求めてゆめの中の探索を行うようになる。部屋には「NASU」なるゲームが置いてある。
「かえる」「ぼうしとマフラー」「かさ」「しんごうき」のエフェクトを入手したところで、一番が仕掛けた罠に引っかかって一番の隔離エリアへと飛ばされる。そこで変貌した一番にエフェクトをすべて奪われたことで憤慨し、殺意を抱く。
この時点でゆめが異常事態と認識したようでお目付役が出現、何かしらの方法でゆめにまつわる記憶を奪われる（この時点で視点はお目付け役に移る）。お目付役が彼女を発見した際は、セーラー服の少女を「ほうちょう」で刺して回っていた。この際の一人称は「オレ」で、変貌した一番と同じ外見になりつつあった。この姿はお目付役いわく「元の醜い形」とのことで、こちらが本来の彼女であり少女の姿はゆめの中で改変を受けた姿である模様。
お目付役によって隔離されるも、彼が一番の妨害を受けた際にゆめからの脱出方法を改めて知ったことで脱出に成功。この時点で「もっとキザミたい」という本来の邪悪な自分を取り戻してしまい、現実のように恐怖に邪魔されることなく虐殺を楽しむようになっていた。ボスの刺客である鳥によって封鎖空間に飛ばされてもゆめそのものから脱出できるため、手のうちようがなくなっている。なお、母親に暴行を受けた過去がある模様。
その後、一番にゆめにっきを破壊されたことで押し込められた「純粋な悪」が解放され、ゆめの抹消を開始する。そこで自分を散々殴打した一番を発見、再び殴打されたことで彼女を消滅させる。しかし、そのことで記憶を残していることに気づいたお目付役によってエフェクトを食べさせられ、自分を取り戻してゆめから脱出。最終的には、お目付役に促されてゆめから目覚めるためにベランダに取り付けられた階段を上ったところで終了する（改心したかは不明）。
なお、六番が暴走した際にゆめにっきに「助けて。あいつが目覚めかけてる」と記されているが、六番もお目付役もボスも立場と合わない発言のため、ゆめにっき自体も意思のある管理者の一端であると推測される。
お目付役
原作における、センチメンタル小室マイケル坂本ダダ先生。ゆめを管理するボスの配下であり、六番の暴走を察してゆめにっきから出現した。
六番を隔離しようとするが、その途中で一番に妨害を受ける。一旦夢から脱出するが、そこで待ち受けていた一番に脅迫じみた交渉をされてやむなくボスの下へと案内する。
一番がボスの依頼を受けたことでエフェクト「ほうちょう」及び窓となるが、結局一番が裏切ったことで崩壊する事となったゆめの中で絶望しかけるが、何とか解決策を思いついて収束させることに成功。六番にゆめからの覚醒を促す。
ボス
原作における、火星さん。ゆめの管理者で、カタカナで喋る。作中では指示を出すだけなので影が薄い。また、一番の干渉に全く気づいてなかった。
一番とお目付役の会話によると、ゆめとは心が歪んでしまった子供を改心させるためのシステムで、記憶を分割・分離させてトラウマをばらまき、それを追体験させることで「いい子」にするという構造である。また、エフェクトとは「生涯の友となる良いトラウマ」とのこと。即ち、本作におけるゆめの中の出来事やエフェクトは本人と何かしら強い関連を持つ何かということになる。一番曰く「いい加減なシステム」。

## 二次創作
様々な解釈が可能な作品であるため、二次創作が豊富である。主に同人活動として、ゆめにっきの内容をモチーフにしたアンソロジーコミック、BGMのアレンジアルバム、ファンゲーム等が制作されている。
ゲーム内に登場するキャラクターは公式に命名されていないが、ファンの間では愛称で呼ばれている（たとえば「鳥人間」「ポニ子」など）。これらの愛称は、国内における2ちゃんねるやニコニコ動画でのブームを通じて浸透した。また、RPGツクール作品のなかでも海外人気が高い作品であり、Uboachanに代表される海外ファンコミュニティーが存在する。
本作のファンゲームは通称「ゆめにっき派生作品」と呼ばれている。特に代表的で規模が大きいものに、複数の有志で開発が続けられている『ゆめ２っき』がある。その他、国内・海外含む多くのファンゲームが公開されてきた。
ゆめにっきの影響がみられるゲームも多く制作されている。クリエイター自身がリスペクトを表明しているタイトルとしては、『UNDERTALE』、『LISA』、『OMORI』、『アンリアルライフ』がある。
星野源は、2012年にリリースしたシングル『夢の外へ』表題曲「夢の外へ」の歌詞の一部を、ゆめにっきから着想を得たとしている。

## YUMENIKKI -DREAM DIARY-
『YUMENIKKI -DREAM DIARY-』（ゆめにっき ドリームダイアリー）はSteam、PLAYISM版が2018年2月23日に、Nintendo Switch版が2019年2月21日に配信開始された。
原作者のききやま全面監修の元、原作の世界観を3Dで再現しつつ、現在のインディースゲームスタイルに合わせて再構築（リイマジン）されている。謎解きやアクションの要素が取り入れられるなど、ゲームシステムは原作と異なるが、ストーリーに関して説明的でない点は共通する。

### 註釈
1. ↑  ファンの間では通称「窓付き」と呼ばれる。この名称は、メニュー欄に「窓付き」と記されていることから由来している。